# Michał Rado
Michał Marcin Rado (ur. 9 kwietnia 1989 w Oławie) – polski samorządowiec i urzędnik, od 2024 wicemarszałek województwa dolnośląskiego.

## Życiorys
Ukończył studia politologię i prawo na Uniwersytecie Wrocławskim oraz zarządzanie przedsiębiorstwem w Wyższej Szkole Bankowej we Wrocławiu. Odbył także studia typu MBA. Od 2014 pracował w Urzędzie Marszałkowskim Województwa Dolnośląskiego jako dyrektor biura marszałka i wicedyrektor departamentu. W 2021 został dyrektorem Dolnośląskiej Agencji Współpracy Gospodarczej.
W 2010 kandydował do rady gminy wiejskiej Oława z ramienia lokalnego komitetu. W 2014 wybrany do rady powiatu oławskiego z listy Platformy Obywatelskiej. W 2018 kandydował na wójta gminy wiejskiej Oława z ramienia lokalnego komitetu (przegrał różnicą ponad 50 głosów). W 2019 został sołtysem wsi Bystrzyca (reelekcja w 2024).
Związał się ze środowiskiem Bezpartyjnych Samorządowców. W 2023 kandydował do Senatu w okręgu nr 6, zajmując ostatnie, trzecie miejsce. W 2024 wybrany do sejmiku dolnośląskiego. 21 maja 2024 powołany na stanowisko wicemarszałka województwa dolnośląskiego.
Żonaty, ma dwie córki.

## Wyróżnienia
Laureat nagrody Osobowość roku Dolnego Śląska w kategorii polityka, samorządność i społeczność lokalna (2020, 2022). Wyróżniony także tytułem sołtysa roku województwa dolnośląskiego oraz sołtysa roku Polski (2020).